# (23578) Baedeker
(23578) Baedeker est un astéroïde de la ceinture principale.

## Description
(23578) Baedeker est un astéroïde de la ceinture principale. Il fut découvert le 22 février 1995 à Tautenburg par Freimut Börngen. Il présente une orbite caractérisée par un demi-grand axe de 3,11 UA, une excentricité de 0,15 et une inclinaison de 1,8° par rapport à l'écliptique.

## Compléments